# Memorabile
Ein Memorabile (lat. memorabilis = denkwürdig; pl. Memorabilia; eingedeutschte Pluralform: Memorabilien) bezeichnet eine Denkwürdigkeit, die zumeist als Nachricht oder auch literarische Sammlung gefasst ist.
Nach André Jolles stellt ein Memorabile eine prägnante historische Begebenheit dar. Wie auch die anderen acht Grundformen erzählender Texte – Legende, Sage, Mythe, Rätsel, Spruch, Kasus, Märchen und Witz – ordne das Memorabile Geistesbeschäftigungen (lebensweltliche Funktionen), einfache Formen (abstrakte Erzählstrukturen) und bezogene Formen (sprachlich-literarische Verfahren der Textgestaltung) einander zu. Aus freien Tatsachen verwirkliche sich eine gebundene äußerste Tatsächlichkeit, die das Konkrete ergebe. Jolles' Überlegungen zum Memorabile werden als ähnlich denen zum Realitätseffekt von Roland Barthes eingeordnet, wenn dieser auch vom bloßen Anschein des Realen ausgeht.
Als Memorabilia können auch Werke der Geschichtsschreibung und Geografie bezeichnet werden, die in lexikalischer Form gegliedert sind (siehe Memorabilia Tigurina).

## Beispiel eines Memorabile
„Der Freitod des Kommerzienrats S.
Das Motiv für den Selbstmord des Kommerzienrates Heinrich S., der sich gestern abend in seiner Wohnung, Kaiserallee 203, erschoß, ist in pekuniären Schwierigkeiten zu suchen. S., der aus Turkestan stammt, besaß früher eine Wodka-Fabrik, die er jedoch bereits vor längerer Zeit verkauft hatte. Der 62jährige hatte schon vor längerer Zeit Selbstmordabsichten geäußert und den gestrigen Abend, an dem seine Frau sich im Konzert befand, zur Ausführung benutzt. Der Knall des Revolvers wurde von Asta Nielsen gehört, die die daneben gelegene Wohnung innehat. Frau Nielsen benachrichtigte dann als Erste Arzt und Polizei.“

Der Kontrast zwischen Verzweiflung und Realität (Suizid) versus Kunstgenuss (Konzertbesuch) und Spiel (Erwähnung einer Schauspielerin) hebe das Thema hervor.